# Одер, Вагиф Баятлы
Вагиф Исиб оглы Джабраилов (азерб. Vaqif İsib oğlu Cəbrayılov), более известный как Вагиф Баятлы Одер (азерб. Vaqif Bayatlı Odər; род. 1 октября 1948, Бёюк Марджанлы, Джебраильский район), ― советский азербайджанский поэт, переводчик, член Союза писателей Азербайджана (1981), Заслуженный деятель искусств Азербайджанской Республики (2019).

## Биография
Вагиф Баятлы Одер родился 1 октября 1948 года в селе Бёюк-Марджанлы, Джебраильский район, Азербайджанская ССР..
Учился на вечернем отделении факультета промышленного и гражданского строительства Азербайджанского строительного института. Поработав некоторое время по специальности, Вагиф Баятлы Одер затем полностью занялся поэтическим творчеством.
Был заведующим отделом журнала «Звезда» в 1981―1990 годах, главным редактором сборника «Каспийский» (1989―1992), работал директором студии зарубежных программ Азербайджанской телерадиокомпании.
В 1991 году избран секретарем правления (секретариата по делам молодежи) секретариата Союза писателей Азербайджана. Принимал участие во Всесоюзных конференциях, Днях советской литературы, XI фестивале поэзии. За свою книгу «Прыжок», изданную в московском издательстве «Молодая гвардия», он был удостоен премии имени Мусы Джалиля, Фонда азербайджанской прессы (1993) и премии Владимира Маяковского Совета министров Грузии. 24 мая 2019 года ему было присвоено почетное звание «Заслуженный деятель искусств Азербайджанской Республики».
Перевел на азербайджанский язык множество произведений, в том числе таких поэтов, как Райнер Мария Рильке, Томас Элиот, Роберт Бёрнс, Борис Пастернак, Анна Ахматова, Николай Гумилёв и Осип Мандельштам.